# Anaphes dorcas
Anaphes dorcas är en stekelart som först beskrevs av Debauche 1948.  Anaphes dorcas ingår i släktet Anaphes och familjen dvärgsteklar. Arten är reproducerande i Sverige. Inga underarter finns listade i Catalogue of Life.